# Meziluží (přírodní památka)
Přírodní památka Meziluží zahrnuje biotop silně ohroženého vstavače obecného (Orchis morio) v sadu a pastvině na příkré stráni asi 1 km SZ od vesnice Meziluží v okrese Jičín. V roce 2013 byla ochrana území z důvodu zániku předmětu ochrany zrušena.

## Geologie
Lokalita se nachází ve střední části svahu mladopleistocenního širokého údolí. Na svahovinách kvádrových pískovců ze svrchního turonu až coniaku leží chudé, málo mocné ilimerizované hnědé půdy.

## Květena
Druhově bohatá pastvina a starý jabloňový sad je jednou ze dvou známých lokalit s výskytem vstavače obecného (Orchis morio) na území CHKO Český ráj. Na lokalitě byl zahájen v roce 1996 program jeho repatriace, jehož cílem bylo posílení stávající populace. S tímto záměrem jsou prováděny i managementová opatření. Z dalších chráněných druhů zde roste vemeník dvoulistý (Platanthea bifolia).

## Zvířena
Území je zajímavé především faunou bezobratlých. V 90. letech zde byl potvrzen křižák pruhovaný (Argiope bruennichi) jako na jednom ze dvou prvních míst v CHKO. Dále se zde vyskytuje okáč bojínkový (Melanargia galathea) a vřetenuška obecná (Zygaena filipendulae). Žije tu 42 převážně běžných druhů obratlovců.

## Využití
Starý ovocný sad byl využíván jako pastvina pro ovce do roku 1994. V roce 2001 byla pastva opět obnovena.